# (5261) Eureka
(5261) Eureka – pierwsza znana planetoida zaliczana do trojańczyków Marsa.

## Odkrycie
Została odkryta 20 czerwca 1990 roku w Obserwatorium Palomar przez Davida Levy'ego i Henry'ego Holta. Nazwa planetoidy nawiązuje do okrzyku radości (Eureka) Archimedesa, gdy dokonał odkrycia podstawowego prawa hydrostatyki.

## Orbita i właściwości fizyczne
(5261) Eureka okrąża Słońce w średniej odległości ok. 1,52 j.a. w czasie 1,88 roku. Ma 2-4 km średnicy.
Jest to planetoida, która oscyluje wokół punktu libracyjnego Lagrange’a L5 na orbicie Marsa, w odległości ok. 60° za planetą. Jest to obecnie jedna z dziewięciu znanych planetoid trojańskich Marsa.